# Crispina Peres
Crispina Peres (1615 – después de 1670), fue una nhara, o mulata comerciante de esclavos en la costa de África Occidental del siglo XVII al XIX. 
Estaba casada con el gobernador portugués de Cacheu y tuvo una posición influyente, controlando el comercio entre los portugueses y los gobernantes africanos nativos en la región así como actuando como mediadora diplomática entre ellos a través de sus conexiones sociales. En 1665, fue transportada a Portugal acusada de practicar rituales paganos tradicionales a pesar de ser católica, un incidente inusual en que una persona nativa fue llevada a Europa para ser juzgada en Portugal por la Inquisición bajo el cargo de herejía.  Fue juzgada como católica mal convertida en lugar de hereje pagana relapsa y se le permitió regresar después de haber sido sentenciada a confiscación de sus bienes y arrepentimiento público.  